# Wellstedia laciniata
Wellstedia laciniata är en strävbladig växtart som beskrevs av M. Thulin och A.N.B. Johansson. Wellstedia laciniata ingår i släktet Wellstedia och familjen strävbladiga växter. Inga underarter finns listade i Catalogue of Life.